# Huw Bennett
Pour les articles homonymes, voir Bennett.

a Compétitions nationales et continentales officielles uniquement.

b Matchs officiels uniquement.
Dernière mise à jour le 12 juillet 2023.
Huw Bennett, né le 11 juin 1983 à Ebbw Vale, est un joueur international gallois de rugby à XV. Il compte 51 sélections avec l'équipe du pays de Galles, évoluant au poste de talonneur. Il est entraîneur assistant de l'équipe du pays de Galles depuis 2014.

## Biographie
Huw Bennett joue avec les Ospreys en coupe d'Europe et dans le Pro12 de 2003 à 2012. Il obtient sa première cape internationale le 16 août 2000 contre l'équipe d'Irlande. Il dispute deux matchs de la Coupe du monde 2003. En 2012, il s'engage avec le Lyon OU.

## Statistiques en équipe nationale
- 51 sélections
- Sélections par année : 4 en 2003, 5 en 2004, 2 en 2006, 3 en 2007, 4 en 2008, 9 en 2009, 11 en 2010, 11 en 2011, 2 en 2012
- Tournois des Six Nations disputés : 2004, 2008, 2009, 2010, 2012
- En Coupe du monde : 
  - 2003 : 2 sélections (Canada, Tonga)
  - 2007 : 1 sélection (Japon)
  - 2011 : 6 sélections (Afrique du Sud, Samoa, Fidji, Irlande, France, Australie)